# Gran premio europeo di canto corale
Il Gran premio europeo di canto corale (in inglese European Grand Prix for Choral Singing), comunemente abbreviato con la dicitura Grand prix di canto corale o GPE, è una manifestazione corale competitiva che si svolge annualmente dal 1989.
Nonostante il termine "europeo", si tratta di una competizione corale a livello mondiale, a cui hanno diritto di partecipazione soltanto i "vincitori assoluti" (ovvero i vincitori della competizione finale fra i primi premi di ciascuna categoria del concorso) di sei concorsi internazionali di canto corale con sede in Europa.

## Comitato organizzatore
Il comitato organizzatore del GPE è composto dalle commissioni artistiche dei seguenti concorsi internazionali:
1. Concorso polifonico Guido d'Arezzo (International Guido d'Arezzo Polyphonic Contest) - Arezzo, provincia di Arezzo, Italia
2. Béla Bartók International Choir Competition - Debrecen, contea di Hajdú-Bihar, Ungheria
3. International Choral Competition Gallus - Maribor, Slovenia
4. Concurso coral de Tolosa (Tolosa Choral Competition) - Tolosa, Paesi Baschi, Spagna
5. Florilège vocal de Tours (Tours Vocal Competition) - Tours, Indre e Loira, Francia
6. International May Choir Competition "Prof. G. Dimitrov" - Varna, regione di Varna, Bulgaria

A rotazione ciascuna di queste città è sede, oltre che del proprio concorso internazionale, anche del GPE.
L'A.P.Z. Tone Tomšič, diretto da Urša Lah, e il coro dei Philippine Madrigal Singers, diretto da Mark Anthony Carpio, hanno vinto il titolo per 2 volte.

### Regole per l'ammissione
Il coro partecipante al GPE può essere caratterizzato da qualsiasi organico (misto, maschile, femminile; voci bianche) e per partecipare al concorso deve aver vinto il primo premio assoluto (o gran premio) ad uno dei sei concorsi internazionali sopraccitati.
Se il primo premio assoluto (o gran premio) non venisse assegnato ad uno dei concorsi del comitato organizzatore, i membri partecipanti al GPE sarebbero solamente cinque, dato che non sono ammessi i detentori di secondi premi; se vi fosse il raro caso di un ex aequo i cori diventerebbero sette.
Un coro che ha già vinto il GPE in passato può partecipare nuovamente alla competizione, ma solo dopo due anni dalla vittoria.

### Repertorio
Ad ogni coro che compete nel GPE è richiesto di cantare partiture a cappella di epoche diverse e di diversi autori, è ammesso l'accompagnamento strumentale. Ogni coro deve partecipare con lo stesso numero di coristi con cui si è presentato nel concorso precedentemente vinto (è ammesso uno scarto massimo del 10%), il numero minimo di coristi è di 12 mentre quello massimo è di 60 indipendentemente dal numero delle sezioni corali. Il comitato ospitante determina la durata massima delle esibizioni.

### Coro vincitore
Al coro vincitore del GPE spetta il diploma d'onore, un trofeo e premi in denaro determinati dal comitato ospitante. Il coro deve attendere due anni per poter partecipare nuovamente al GPE.

## Elenco dei vincitori
Nella seguente lista sono elencati i vincitori del Gran premio europeo di canto corale (Grand Prix for Choral Singing).
| anno | Sede     | Coro | Direttore                          | Città di provenienza | Paese d'origine |
| ---- | -------- | --- | ---------------------------------- | -------------------- | --------------- |
| 1989 | Arezzo   | Kammerkoret | Poul Emborg and Fleming Windekilde | Copenaghen           | Danimarca       |
| 1990 | Debrecen | (postponed) | NA                                 | NA                   | NA              |
| 1991 | Tours    | Chamber Choir of the Conservatoire                                                                                             | Tadas Sumskas                      | Vilnius              | Lituania        |
| 1992 | Gorizia  | St Jacobs Kammerchör | Gary Graden                        | Stoccolma            | Svezia          |
| 1993 | Varna    | Jauna Musika | Vaclovas Augustinas and R. Skapas  | Vilnius              | Lituania        |
| 1994 | Tolosa   | The Mats Nilsson Vocal Ensemble                                                                                                | Mats Nilsson                       | Stoccolma            | Svezia          |
| 1995 | Arezzo   | Kallos Choir | Fumiaki Kuriyama                   | Tokyo                | Giappone        |
| 1996 | Debrecen | Pro Musica Leánykar | Dénes Szabó                        | Nyíregyháza          | Ungheria        |
| 1997 | Tours    | Philippine Madrigal Singers | Andrea Veneracion                  | Quezon               | Filippine       |
| 1998 | Gorizia  | University of Mississippi Concert Singers                                                                                      | Jerry Jordan                       | Oxford, MS           | Stati Uniti     |
| 1999 | Varna    | Lunds Vocal Ensemble | Ingemar Mansson                    | Lund                 | Svezia          |
| 2000 | Tolosa   | Vesna Children Choir | Alexander Ponomarev                | Mosca                | Russia          |
| 2001 | Debrecen | Magnificat Children Choir | Valéria Szebellédi                 | Budapest             | Ungheria        |
| 2002 | Arezzo   | A.P.Z. Tone Tomsic | Stojan Kuret                       | Lubiana              | Slovenia        |
| 2003 | Tours    | Ensemble Brevis | Gintautas Venislovas               | Vilnius              | Lituania        |
| 2004 | Gorizia  | Jauniesu Koris "Kamer..." | Maris Sirmais                      | Riga                 | Lettonia        |
| 2005 | Varna    | Allmånna Sangen | Cecilia Rydenger Ahlin             | Uppsala              | Svezia          |
| 2006 | Tolosa   | The University of Utah Singers                                                                                                 | Brady Allred                       | Salt Lake City       | Stati Uniti     |
| 2007 | Arezzo   | Philippine Madrigal Singers | Mark Anthony Carpio                | Quezon               | Filippine       |
| 2008 | Debrecen | A.P.Z. Tone Tomšič | Urša Lah                           | Lubiana              | Slovenia        |
| 2009 | Tours    | Coro Universitario de Mendoza                                                                                                  | Silvana Vallesi                    | Mendoza              | Argentina       |
| 2010 | Varna    | Vokalna akademija Ljubljana | Stojan Kuret                       | Lubiana              | Slovenia        |
| 2011 | Tolosa   | Svenska Kammarkören | Simon Phipps                       | Göteborg             | Svezia          |
| 2012 | Maribor  | Sofia Vocalensemble | Bengt Ollén                        | Stoccolma            | Svezia          |
| 2013 | Arezzo   | Youth Choir "Kamēr..." | Jānis Liepiņš                      | Riga                 | Lettonia        |
| 2014 | Debrecen | S:t Jacobs Ungdomskör | Mikael Wedar                       | Stoccolma            | Svezia          |
| 2015 | Tours    | University of Utah Chamber Choir (renamed from the University of Utah Singers) Archiviato l'8 giugno 2015 in Internet Archive. | Barlow Bradford                    | Salt Lake City       | Stati Uniti     |
| 2016 | Varna    | UT insieme-vocale consonante                                                                                                   | Lorenzo Donati                     | Arezzo               | Italia          |
| 2017 | Tolosa   | Vesna Children Choir | Conductor Nadezhda Averina         | Mosca                | Russia          |
| 2018 | Varna    | The Resonanz children's choir                                                                                                  | Avip Priatna                       | Giacarta             | Indonesia       |

Elenco finale delle nazioni premiate fino al 2016.
-  Svezia (7) cori svedesi
-  Lituania (3) cori lituani (tutti provenienti da Vilnius)
-  Stati Uniti (3) cori statunitensi
-  Slovenia (3) cori sloveni (A.P.Z. Tone Tomšič ha vinto 2 edizioni del GPE)
-  Filippine (2) coro filippino (Philippine Madrigal Singers hanno vinto 2 edizioni del GPE)
-  Ungheria (2) cori ungheresi
-  Lettonia (2) cori lettoni
-  Danimarca (1) coro danese
-  Giappone (1) coro giapponese
-  Russia (2) coro russo
-  Argentina (1) coro argentino
-  Italia (1) coro italiano
-  Indonesia (1) coro indonesiano

 Italia L'Italia è stata finalista del Gran premio europeo di canto corale 
1. nel 1989 con Accademia Musicale di Trieste diretto dal maestro Walter Lo Nigro,
2. nel 2004 con l'Ars Cantica Choir di Milano diretto dal maestro Marco Berrini,
3. nel 2011 a Tolosa con il Coro Città di Roma diretto dal maestro Mauro Marchetti.
4. nel 2018 a Maribor l'Italia è stata poi finalista con il coro Musicanova diretto dal maestro Fabrizio Barchi.

Si è aggiudicata per la prima volta il titolo con "UT insieme-vocale consonante" diretto dal maestro Lorenzo Donati nel Gran Premio di Varna 2016. Nel 2018 a Maribor l'Italia è stata poi finalista con il coro Musicanova diretto dal maestro Fabrizio Barchi.